# Iglesia católica y homosexualidad

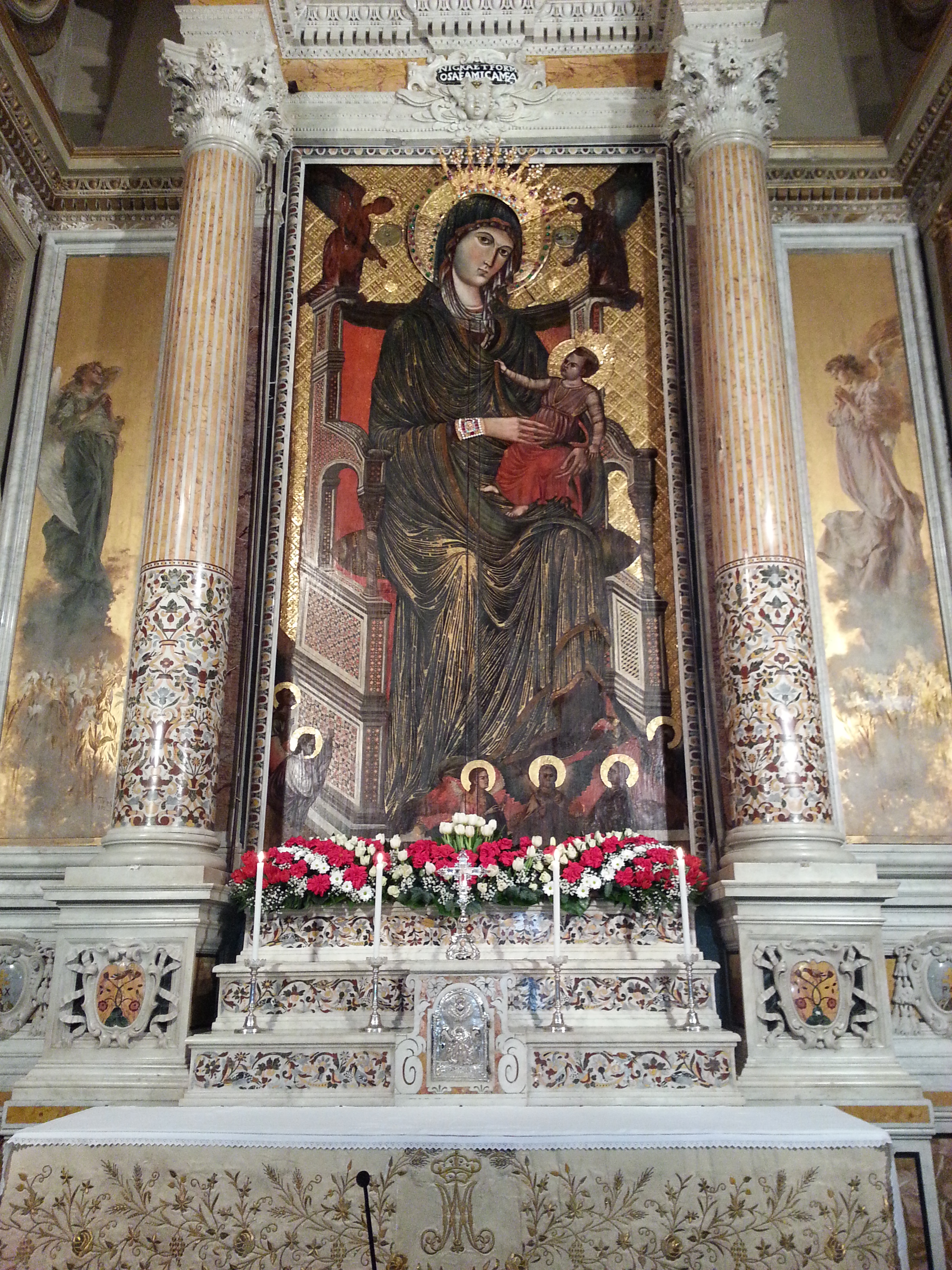
Nuestra Señora de Montevergine. A partir del siglo XX, se le empezó a considerar como patrona de la comunidad LGBT en Italia.

Hablar de la homosexualidad y el catolicismo es referirse a la relación de la religión católica con respecto a la homosexualidad, el lesbianismo, la bisexualidad, la transexualidad, la intersexualidad y, en general, otras orientaciones, identidades y prácticas sexuales, así como con las personas y comunidades LGBT+.
Para la Iglesia católica los actos y conductas homosexualidad (y la sodomía en general) constituyen un grave pecado mortal debido a que atentan contra el orden natural de la sexualidad humana creado por Dios.  
Las tendencias u orientaciones no heterosexuales en sí mismas no constituyen pecado ya que la tentación no es susceptible de condena.Asimismo llama a la feligresía no heterosexual a estar en comunión eclesial y vivir en castidad y abstinencia. También rechaza todo acto de discriminación y violencia. 
Para la Iglesia católica es una enseñanza moral que las relaciones sexuales deben, por mandato de ley natural y divina, tener una finalidad procreativa y realizarse dentro del matrimonio, que es indisoluble y conformado por la unión de un varón y una mujer según su identidad biológica. 
Desde la llegada de Francisco al papado, la Iglesia católica ha ingresado en un estado de tensión entre los sectores progresistas y tradicionalistas debido a algunas posturas ambiguas. Sin embargo cabe destacar que los comentarios de Francisco sobre el tema no cambiaron la doctrina de la Iglesia, pero supusieron una significativa ruptura con sus predecesores en los enfoques pastorales.
El papa Francisco en enero del 2023 ratificó la posición tradicional de la Iglesia, afirmando que cualquier acto sexual fuera del matrimonio entre un hombre y una mujer es un pecado, pues está en contra de la Palabra y a Ley de Dios, aunque precisó que los actos homosexuales son objetivamente pecaminosos; la inclinación homosexual es desordenada, pero no objetivamente pecaminosa, invitando por ello a estas personas a la castidad; y, tercera, toda discriminación injusta contra personas homosexuales debe ser condenada. También dijo que el problema no es tener esa tendencia, sino constituir un lobby (un grupo de presión).
Algunas organizaciones y comunidades LGBT+ han denunciado y criticado a la Iglesia católica y al catolicismo en general, ya que consideran que predica un mensaje homotransfóbico, discriminatorio o de intolerancia ante la diversidad sexual y de género. En relación con el movimiento LGBT+ el papa Francisco comenta que "ningún lobby es bueno" y que "el problema es hacer lobbies" en general.
En los últimos tiempos muchos católicos han mostrado una mayor tolerancia hacia la homosexualidad y demás sexualidades LGBT, sobre todo cuando no se expresa en actos sexuales, a la vez que han aparecido grupos organizados no oficiales de católicos con una valoración positiva de la homosexualidad y las sexualidades LGBT en todas sus formas, como la asociación DignityUSA fundada en 1968, el grupo de católicos LGBT New Ways Ministry —fundado en 1977 por la monja Jeannine Gramick y el sacerdote Robert Nugent—, o el sacerdote jesuita James Martin, recibido en 2019 por el papa Francisco, quien lo designó asesor de comunicación y lo invitó a hablar en la Cumbre de la Familia, patrocinada por la Santa Sede. La mayoría de las personas católicas en Europa occidental y Estados Unidos están a favor de que se reconozca a las personas homosexuales su derecho a contraer matrimonio.
A lo largo del tiempo se ha registrado una considerable cantidad de sacerdotes y monjas homosexuales. El padre jesuita Donald Cozzens estimó el porcentaje de sacerdotes homosexuales en 2000 entre 23 % y 58 %, considerando que su proporción es mayor que en la sociedad general. Se encuentra documentado que algunos papas fueron homosexuales o tuvieron compañeros sexuales varones, como Benedicto IX, Paulo II, Sixto IV, León X, Julio II y Julio III.

## Catolicismo y orientaciones sexuales
En la actualidad, el catecismo vigente de la Iglesia católica distingue entre homosexualidad y actos homosexuales. La homosexualidad en sí misma no es considerada incompatible con el catolicismo, pero es definida como "objetivamente desordenada", razón por la cual las personas homosexuales deben mantenerse castas. El catecismo ordena también que los homosexuales "deben ser acogidos con respeto, compasión y delicadeza. Se evitará, respecto a ellos, todo signo de discriminación injusta". No obstante, el catecismo católico desaprueba los actos homosexuales:  

Apoyándose en la Sagrada Escritura que los presenta como depravaciones graves (cf Gn 19, 1-29; Rm 1, 24-27; 1 Co 6, 10; 1 Tm 1, 10), la Tradición ha declarado siempre que “los actos homosexuales son intrínsecamente desordenados” (Congregación para la Doctrina de la Fe, Decl. Persona humana, 8). Son contrarios a la ley natural. Cierran el acto sexual al don de la vida. No proceden de una verdadera complementariedad afectiva y sexual. No pueden recibir aprobación en ningún caso.
Catecismo de la Iglesia Católica, párrafo 2357

Desde la perspectiva de la teología moral católica, más concretamente en la argumentación de Santo Tomás de Aquino, esta posición se considera justificada por dos razones: primero, porque las prácticas homosexuales serían contrarias a la ley natural ya que, según esta, el fin natural primario del acto sexual es la procreación y, dado que dicha procreación se debería realizar a partir de un proceso de fecundación sexual entre un varón y una mujer, la homosexualidad resultaría contraria al fin mismo del acto; segundo, porque dichas prácticas homosexuales solamente pueden ser realizadas para obtener placeres carnales, y no con un fin procreativo, lo que hace que queden inherentemente asociadas con el pecado capital de la lujuria.
Esta postura no está limitada a la homosexualidad. La Iglesia católica también prohíbe todas las demás conductas sexuales que no permitan la procreación dentro del matrimonio, tales como la contracepción, el adulterio, las relaciones sexuales prematrimoniales, la pornografía y la masturbación. En materia de sexo oral y anal dentro del matrimonio, algunas fuentes afirman que "la Iglesia está en contra del sexo anal", mientras que otras sostienen que está permitido en la medida que el hombre no eyacule en la boca o en el ano de la mujer. El matrimonio es considerado como un sacramento administrado entre un varón y una mujer, por ello las relaciones sexuales son consideradas un acto sagrado del amor conyugal que debe estar abierto a la fecundidad.
En 2019 la Congregación para la Educación Católica (CEC), perteneciente a la curia romana, publicó un documento titulado «Varón y mujer los creó: para una vía de diálogo sobre la cuestión del gender en la educación». El documento cuestiona la existencia del género y considera que se trata de una ideología. Partiendo de la frase bíblica "Varón y mujer los creó", la CEC sostiene no debe admitirse el cambio de género, ni la percepción personal del propio género. El documento fue criticado por los colectivos LGBT católicos por constituir "una contribución al fanatismo y a la violencia".
En el caso de las personas intersexuales, la Iglesia Católica sostiene que se trata de una «alteración patológica» que debe ser corregida quirúrgicamente o por cualquier otro método en el sentido que dispongan los médicos, ya que es la "medicina la que interviene para una terapia. En estas situaciones específicas, no son los padres ni mucho menos la sociedad quienes pueden hacer una elección arbitraria". En el caso de las personas transexuales y la decisión de realizar tratamientos hormonales o quirúrgicos con el fin de hacer coincidir las características anatómicas con el sexo autopercibido, no ha habido ningún pronunciamiento oficial del Magisterio de la Iglesia. La Iglesia católica tampoco se ha pronunciado explícitamente sobre otras orientaciones sexuales como la asexualidad —muy cercana a la virginidad, que es un estado virtuoso para el catolicismo— y el BDSM —aunque algunas prácticas BDSM como las flagelaciones y cilicios han sido practicadas sistemáticamente por diversas órdenes para fines ascéticos.
Con respecto a la poligamia y el poliamor, la Iglesia católica la tiene condenada como pecaminosa en su magisterio oficial, aunque algunos afirman que "ocasionalmente permitió segundos matrimonios de líderes políticos". La posición católica se remonta a tiempos de los Padres de la Iglesia, como por ejemplo Tertuliano, quien escribió una obra contra dicha práctica.

## Posición oficial

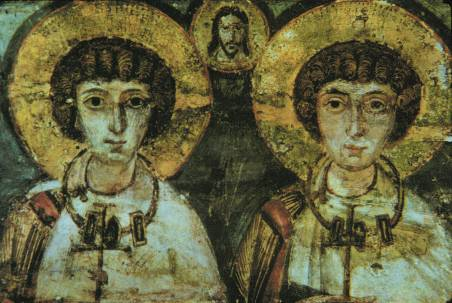
Sergio y Baco, son considerados como una pareja homosexual santificada como mártir cristiana. Muchas veces los matrimonios homosexuales estadounidenses y europeos (ya sea simbólicos, reconocidos o a través de rituales religiosos) se celebran bajo su protección.

La Iglesia ha declarado que los «deseos» o «atracciones» homosexuales no son necesariamente pecaminosos en sí mismos. Son «trastornos» en el sentido de que son tentaciones para hacer algo que es pecaminoso (es decir, el acto homosexual), pero las tentaciones, si van unidas al autocontrol, no son consideradas pecaminosas. Así, mientras la Iglesia se opone a las tentativas de legitimar actos sexuales entre personas del mismo sexo, también proclama oficialmente respeto y amor por aquellos que tienen atracción por personas del mismo sexo.
Por lo tanto la Iglesia Católica se opone oficialmente a la persecución y la violencia contra ellos:

Un número apreciable de hombres y mujeres presentan tendencias homosexuales instintivas. No eligen su condición homosexual; ésta constituye para la mayoría de ellos una auténtica prueba. Deben ser acogidos con respeto, compasión y delicadeza. Se evitará, respecto a ellos, todo signo de discriminación injusta. Estas personas están llamadas a realizar la voluntad de Dios en su vida, y, si son cristianas, a unir al sacrificio de la cruz del Señor las dificultades que pueden encontrar a causa de su condición.
Catecismo de la Iglesia Católica, párrafo 2358

Para aquellos que tienen atracción por personas del mismo sexo, la Iglesia Católica ofrece el siguiente consejo:

Las personas homosexuales están llamadas a la castidad. Mediante virtudes de dominio de sí mismo que eduquen la libertad interior, y a veces mediante el apoyo de una amistad desinteresada, de la oración y la gracia sacramental, pueden y deben acercarse gradual y resueltamente a la perfección cristiana.
Catecismo de la Iglesia Católica, párrafo 2359

La Iglesia llama a la castidad universal para todas las personas de acuerdo con su estado en la vida. Sin embargo, los católicos heterosexuales tienen la opción de expresar su castidad a través del amor en el matrimonio y los homosexuales pueden tener relaciones interpersonales unos con los otros, con tal de que sean célibes.
En documentos más recientes, el Magisterio de la Iglesia ha vuelto a ocuparse del tema de forma más concretas y actual.
Así, en el año 2003, la congregación para la doctrina de la fe publicó, con el consentimiento del papa Juan Pablo II un documento titulado Consideraciones acerca de los proyectos de reconocimiento legal de las uniones entre personas homosexuales. En la introducción aclara que se trata de un documento que retoma lo ya afirmado en el magisterio sobre la homosexualidad para −a partir de ello− dar orientaciones a los políticos católicos sobre el tema. Luego de recordar las enseñanzas de la Iglesia sobre el matrimonio, afirma que no se puede establecer una analogía entre el designio divino sobre el matrimonio y las uniones homosexuales que irían contra la ley natural. Así mismo recuerda la condena que desde la Sagrada Escritura existe sobre los actos homosexuales.
Según el documento, aun cuando en ocasiones el Estado pueda asumir una actitud de tolerancia en relación con estas uniones, conviene que busque contener el fenómeno dentro de “los límites que no pongan en peligro el tejido de la moralidad pública”. Invita a los políticos católicos a oponerse clara e incisivamente ante cualquier intento de reconocer legalmente las uniones homosexuales. A estas indicaciones prácticas siguen algunas de carácter más teórico sobre la función de la ley civil y su relación con la ley moral, la imposibilidad de adopción de niños por parte de estas parejas y las consecuencias de una posible redefinición de la noción de matrimonio. Dado que las parejas homosexuales siempre pueden acudir al derecho común para que sus derechos y reivindicaciones en situaciones jurídicas de mutuo interés sean tutelados, el documento afirma que no se puede invocar este motivo para normar tales uniones al estilo del matrimonio. 
Finalmente ofrece a los políticos católicos las pautas de acción: ha de expresar clara y públicamente su desacuerdo y votar en contra de cualquier propuesta de ley en favor de la legalización de uniones homosexuales. Si la ley estuviera ya en vigor, se ha de oponer a ella con todos los medios legales a su disposición y, si esto no fuese posible, la Congregación para la doctrina de la fe recuerda una frase de la Evangelium Vitae:

puede lícitamente ofrecer su apoyo a propuestas encaminadas a limitar los daños de esa ley y disminuir así los efectos negativos en el ámbito de la cultura y de la moralidad pública», con la condición de que sea «clara y notoria a todos» su «personal absoluta oposición» a leyes semejantes y se haya evitado el peligro de escándalo
número 10

La congregación para la educación católica −junto con la Congregación para el Culto Divino y la Disciplina de los Sacramentos− afirma que se prohíbe que sean admitidos a las sagradas órdenes las personas que practiquen la homosexualidad, presenten tendencias homosexuales profundamente arraigadas o sostengan la así llamada cultura gay. Afirma el documento que tales personas no están en condiciones de relacionarse correctamente con los demás al modo de Cristo. Si se trata en cambio de tendencias homosexuales que son expresión de una dificultad transitoria, los candidatos podrían ser admitidos a los ministerios siempre y cuando lleven al menos tres años de superación de esta prueba. Ahora bien, aunque la responsabilidad de llamar a los candidatos es del obispo y del rector del seminario, compete al director espiritual y al confesor, desaconsejar vivamente a quienes presenten disturbios sexuales incompatibles con el sacerdocio que sigan adelante o reciban las sagradas órdenes.

### Aplicación de la posición oficial
En 1980, se fundó en Nueva York el Apostolado de Courage International, centrado en proporcionar a los clérigos los medios para ayudar a las personas homosexuales a "vivir vidas castas según las enseñanzas de la Iglesia Católica sobre la homosexualidad".
En 2008 el observador permanente de la Santa Sede en las Naciones Unidas, Celestino Migliore, ha comentado que la Iglesia Católica se opone a una proposición de Francia en la ONU, en nombre de la Unión Europea, para legalizar la homosexualidad en todos los países. En palabras de Migliore, 

el Catecismo de la Iglesia Católica dice, y no de hoy, que en las relaciones con las personas homosexuales se debe evitar cualquier señal de injusta discriminación. Pero aquí, la cuestión es otra. [...] Con una declaración de valor político suscrita por un grupo de países, se pide a los estados y a los mecanismos internacionales actuaciones y control de los derechos humanos, que añadan una nueva categoría protegida de la discriminación, sin tener en cuenta que, si se adopta, se crearían nuevas e implacables discriminaciones. Por ejemplo, los estados que no reconocen la unión entre las personas del mismo sexo como "matrimonio" se verían en la picota y objeto de presiones.
Celestino Migliore, observador permanente de la Santa Sede en la ONU (2008)

Una posición similar fue tomada por la Iglesia en la India en 2009, uniéndose a las declaraciones de representantes de las religiones hindú y musulmana, tras la decisión del Tribunal Supremo de declarar nula la sección 377 del código penal indio, que condenaba el "sexo contra natura", un resto de la legislación colonial británica. La ley, que no había sido empleada con frecuencia, era una espada de Damocles para los homosexuales. El portavoz de la conferencia episcopal de la India, Joseph Babu se posicionó en contra de la decisión del Tribunal Supremo. Preguntado por los derechos individuales de los homosexuales respondió,

[...] la sociedad tiene el derecho de considerar los aspectos éticos y morales de la vida de un individuo. La legalidad es una cosa, pero también hay algo más en la vida humana que la legalidad, como la ética y la moralidad. Es con esta base que la Iglesia considera esta decisión judicial inaceptable.
Joseph Babu

El cardenal Varkey Vithayathil, arzobispo mayor de la iglesia sirio malabar y presidente de la conferencia episcopal católica de la India, en un comunicado afirmó que,

[...] Aunque descriminalizar la homosexualidad no la hace moral [...] El gobierno no debería dar la impresión de que la homosexualidad está autorizada.

Hay individuos, tanto hombres como mujeres, con una orientación sexual hacia su mismo sexo que es adquirida por las circunstancias, y una pequeña sección de ellos tienen una inclinación sexual innata. En ambos casos es una condición patológica, de las que la adquirida puede ser revertida por métodos terapéuticos. [...]

Sin embargo, esto no significa que los actos homosexuales sean morales; son intrínsecamente malvados. El llamado matrimonio homosexual es inmoral en cualquier contexto; [...] «Derechos gays» es un término equivocado, al igual que no hay «derecho» para una minoría de personas que son cleptómanas o asesinos en serie, que dicen que tienen tendencias innatas a robar o matar. Incluso todas las personas heterosexuales no tienen derecho a casarse si son impotentes, dementes o personas con enfermedades peligrosas incurables.

Dar la impresión de que la homosexualidad es moral traerá la anarquía sexual, incluyendo el abuso de menores en la sociedad.[...]
Varkey Vithayathil (2009)

En 2016 la Conferencia Episcopal de Malaui emitió una carta pastoral en la que  consideran que «la homosexualidad es uno de los principales problemas del país» y solicitan al gobierno que acabe con la moratoria del uso de las leyes que criminalizan la homosexualidad; moratoria insegura que el gobierno introdujo en 2012 por presiones internacionales y mientras la Corte Constitucional de Malaui delibera sobre el caso de tres hombres cumpliendo penas de entre 10 y 14 por practicar la homosexualidad:

Coincidimos con todos aquellos que han reprochado al Gobierno la imposición de una moratoria en las leyes que rigen los actos homosexuales. Ello significa que los culpables de actos o uniones homosexuales no pueden ser procesados. El Gobierno se ha inclinado ante la presión de la comunidad de donantes, los organismos internacionales y los activistas locales de derechos humanos. Como pastores, encontramos este camino muy desafortunado. Es un acto de traición por parte de quienes tienen el poder de vender por dinero nuestro país a prácticas extranjeras y a tendencias contrarias a la voluntad de Dios.
Conferencia Episcopal de Malawi (2016)

## Debate en la Iglesia
Al igual que ha ocurrido con la mayoría de las denominaciones cristianas, las enseñanzas oficiales con respecto a la homosexualidad han sido cuestionadas por católicos laicos, teólogos prominentes y clérigos ordenados de la alta jerarquía. A menudo, individuos que promueven formas de disidencia o discordancia con la posición oficial de la iglesia han sido retirados de sus posiciones de influencia, si estaban ordenados. De forma general, existe un cierto debate dentro de la Iglesia católica en cuanto a la importancia de la posición actual sobre la homosexualidad, algunos buscando su reforma, otros buscando su preservación.

### Disidencia con la posición oficial

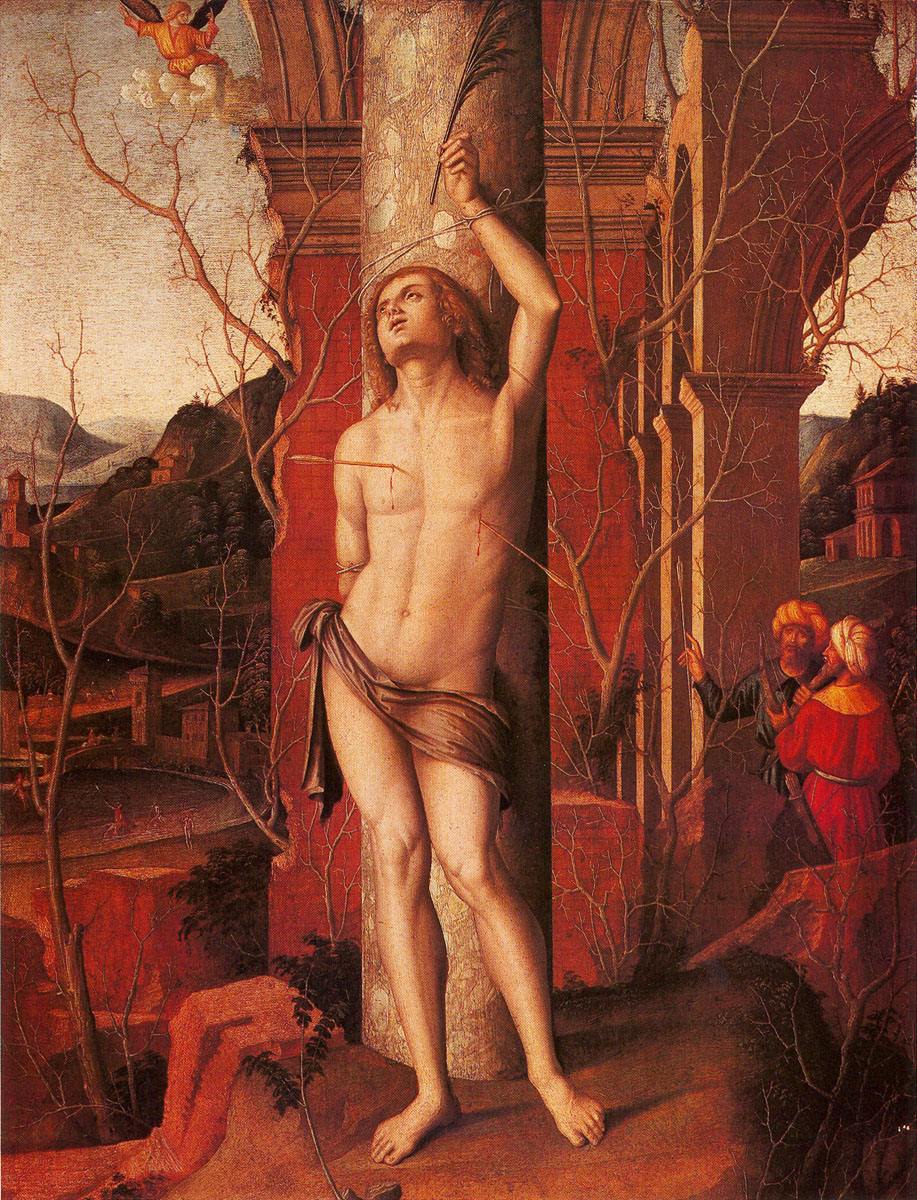
Sebastián de Milán. Algunas imágenes religiosas que representan a San Sebastián han sido adoptadas por la comunidad LGBT. Una combinación de su físico fuerte, el simbolismo de las flechas que penetran en su cuerpo y el semblante de dolor entusiasta ha intrigado a los artistas (homosexuales o no) durante siglos.

Ha habido varios casos de individuos que han cuestionado o promovido visiones diferentes de la compatibilidad de la fe católica con las prácticas o estilo de vida homosexual. Ejemplos importantes de teólogos que han sido críticos de las enseñanzas de la Iglesia respecto a la homosexualidad incluyen el excura católico Charles Curran, que fue retirado seguidamente de la Universidad Católica de América (Estados Unidos). Curran declaró que era inapropiado analizar la moralidad de las acciones desde una perspectiva física, diciendo que:

He venido a aceptar la legitimidad moral de la unión de dos hombres gays o mujeres lésbicas... He rechazado, porque no va lo bastante lejos, la comprensión pastoral de que algo es objetivamente erróneo pero no subjetivamente pecaminoso.
Charles Curran

Curran también comentó que la Congregación para la Doctrina de la Fe sistemáticamente intentó silenciar autores críticos de los enseñanzas sobre la homosexualidad.
El sacerdote católico James Alison argumenta que la comprensión propuesta por el Cardenal Ratzinger en la obra Sobre el cuidado pastoral de las personas homosexuales es «incompatible con el Evangelio» y sintetiza que «no puede ser la enseñanza de la Iglesia». Alison dice que:

Esa enseñanza está interponiéndose entre el respeto a Cristo y nuestra propia noción de ser, de una forma que tiende a pervertir el respeto por uno [Dios] que nos ama como somos y siendo amados percibiremos que nos convertimos en alguien diferente. Está enseñando, al contrario, que Dios sólo nos amará si partimos de otro lugar.
Alison

Además de eso, en A Question of Truth, el sacerdote dominico Gareth Moore critica a la Iglesia por estar obcecada por asuntos sexuales y su supuesto «significado» moral, argumentando que podrían significar lo que queremos que signifique. Moore concluye que: «no hay buenos argumentos, ni en las Escrituras ni en la ley natural, contra lo que se ha dado en llamar relaciones homosexuales. Los argumentos presentados para mostrar que tales relaciones son inmorales son malos.».
Ha habido también académicos que han realizado publicaciones desafiando la manera como la homosexualidad es tratada por el catolicismo. El más notable es posiblemente John Boswell, que escribió el libro Christianity, Social Tolerance and Homosexuality (Cristianismo, Tolerancia Social y Homosexualidad), en el cual se coloca contra las enseñanzas contemporáneas de la Iglesia en cuanto a la homosexualidad. En el libro siguiente, Same Sex Unions in Pre Modern Europe (Uniones Homosexuales en la Europa Premoderna) Boswell dice que el propio Jesús fue a una ceremonia de unión entre personas del mismo sexo.
Así como ha habido discordancia académica en la Iglesia, también ha habido discordancias prácticas y ministeriales en el clero y la jerarquía eclesiástica. Un ejemplo notable de católicos ordenados que causaron controversia debido a sus acciones y ministerio respecto a los homosexuales, han sido fray Robert Nugent y Jeannine Grammick, que crearon el New Ways Ministry, por lo que ambos fueron  reprobados por la Congregación para la Doctrina de la Fe, a causa de su afán por disentir de la posición oficial de la Iglesia y hasta por engañar personas homosexuales.
De forma parecida, los obispos estadounidenses Thomas Gumbleton de la arquidiócesis de Detroit y Matthew Clarke de la diócesis de Rochester fueron condenados por su asociación con el New Ways Ministry y la promoción del concepto teológico de primacía de la conciencia cómo alternativa a la enseñanza de la Iglesia.
La disposición del obispo francés Jacques Gaillot de predicar un mensaje sobre la homosexualidad contraria a la posición oficial es considerada como uno de los factores que causó la remoción de sus deberes para con la diócesis.
Para el sacerdote Pedro María Reyes Vizcaíno, el derecho canónico de la Iglesia católica establece que:

Nadie está obligado a adherirse a la doctrina que indica que los actos homosexuales son pecaminosos, pero la libertad religiosa exige que se respete que algunos los consideren así. Eso sí, cualquier autor católico pedirá a las personas con tendencia homosexual que si no quieren creer en la capacidad de la Iglesia para juzgar de la moralidad de los actos homosexuales, al menos atiendan los argumentos de razón que se han dado en este sentido. No pocos rechazan los argumentos de razón que dan los autores católicos tachándolos de imposición de doctrinas religiosas a la sociedad, lo cual esconde una discriminación hacia esos autores, pues rechazan sus argumentos sin analizarlos por el mero hecho de que quienes los enuncian profesan una determinada confesión religiosa.

En febrero de 2021 la Congregación para la Doctrina de la Fe, con la aprobación del papa Francisco, dijo que la Iglesia no podía bendecir uniones de personas del mismo sexo. Más de 230 profesores de teología de países de habla alemana firmaron un documento contra la prohibición. En mayo de 2021, los sacerdotes de más de cien parroquias católicas alemanas comenzaron a bendecir este tipo de uniones. Paralelamente, varios obispos alemanes han mostrado su apoyo a la bendición de uniones de personas del mismo sexo.
En marzo de 2022 el cardenal Reinhard Marx, miembro del Consejo de Cardenales Asesores del papa Francisco, celebró una misa a favor de los LGTBI en la iglesia de St. Paul de Múnich. La archidiócesis emitió un comunicado donde relataba todas las actividades a favor de este colectivo que se realizaban en su seno.
En América Latina, en 2010 fue creada en Chile la Pastoral de la Diversidad Sexual por un grupo de católicos laicos cercanos a la Comunidad de Vida Cristiana.

## Benedicto XVI
Al opinar sobre el uso del preservativo, el papa Benedicto XVI habló específicamente sobre el caso de los homosexuales que practican la prostitución.